# Klinozoisyt
Klinozoisyt – minerał z gromady krzemianów. Minerał bardzo pospolity i szeroko rozpowszechniony.
Nazwa pochodzi od gr. klinos = ukośny (nachylony) i nawiązuje do tego, że minerał ten jest jednoskośnym odpowiednikiem rombowego zoisytu.

## Właściwości
Tworzy kryształy o pokroju słupkowym, pręcikowym, igiełkowym, tabliczkowym. Na ścianach kryształów bardzo często widoczne są podłużne zbrużdżenia. Najczęściej występuje w formie skupień zbitych, pręcikowych, często promienistych i wachlarzowych. Kryształy narosłe tworzy najczęściej w druzach. Jest kruchy, przezroczysty; tworzy roztwory stałe (kryształy mieszane) z epidotem.

## Występowanie
Występuje razem z chlorytem w łupkach krystalicznych. Współwystępuje też z albitem, i aktynolitem. W skałach magmowych tworzy się wtórnie w wyniku wietrzenia plagioklazów.
Miejsca występowania: Austria, Szwajcaria, Meksyk – Sonora, USA – Kalifornia, Madagaskar, Włochy – Piemont, Kenia – piękne duże kryształy.
W Polsce – występuje z epidotem w utworach szczelinowych granitów strzegomskich i strzelińskich. Częsty składnik skał metamorficznych strefy Jordanowa Śląskiego i gnejsów okolic Lwówka Śląskiego, także syenitów (Bukowiec) i pegmatytów (Czerne).

## Zastosowanie
- ma znaczenie naukowe (wskaźnik określający warunki i charakter przeobrażeń metamorficznych),
- jest interesujący dla kolekcjonerów,
- czasami wykorzystywany jest w jubilerstwie (kryształy o znaczeniu gemmologicznym występują w Meksyku).